# Kanton Brantôme en Périgord
Der Kanton Brantôme en Périgord (früher Brantôme)  ist seit 1790 ein französischer Kanton in den Arrondissements Nontron und Périgueux, im Département Dordogne und in der Region Nouvelle-Aquitaine.

## Geschichte
Der Kanton wurde am 4. März 1790 im Zuge der Einrichtung der Départements als Teil des damaligen „Distrikts Périgueux“ gegründet. Mit der Gründung der Arrondissements am 17. Februar 1800 wurde der Kanton als Teil des damaligen Arrondissements Périgueux neu zugeschnitten.
Siehe auch Geschichte Dordogne und Geschichte Arrondissement Périgueux.

## Gemeinden
Der Kanton besteht aus 27 Gemeinden mit insgesamt 16.677 Einwohnern (Stand: 1. Januar 2022) auf einer Gesamtfläche von 663,61 km²:
| Gemeinde                       | Einwohner 1. Januar 2022 | Fläche km² | Dichte Einw./km² | Code INSEE | Postleitzahl        | Arrondissement |
| ------------------------------ | ------------------------ | ---------- | ---------------- | ---------- | ------------------- | -------------- |
| Biras                          | 715                      | 19,43      | 37               | 24042      | 24310               | Nontron        |
| Bourdeilles                    | 793                      | 21,85      | 36               | 24055      | 24310               | Nontron        |
| Brantôme en Périgord           | 3.748                    | 133,33     | 28               | 24064      | 24310, 24460, 24530 | Nontron        |
| Bussac                         | 385                      | 16,84      | 23               | 24069      | 24350               | Nontron        |
| Champagnac-de-Belair           | 783                      | 18,46      | 42               | 24096      | 24530               | Nontron        |
| Chapdeuil                      | 140                      | 7,71       | 18               | 24105      | 24320               | Périgueux      |
| Condat-sur-Trincou             | 495                      | 16,54      | 30               | 24129      | 24530               | Nontron        |
| Creyssac                       | 104                      | 4,56       | 23               | 24144      | 24350               | Périgueux      |
| Douchapt                       | 349                      | 8,68       | 40               | 24154      | 24350               | Périgueux      |
| Grand-Brassac                  | 538                      | 31,74      | 17               | 24200      | 24350               | Périgueux      |
| La Chapelle-Faucher            | 386                      | 18,40      | 21               | 24107      | 24530               | Nontron        |
| La Chapelle-Montmoreau         | 75                       | 8,09       | 9                | 24111      | 24300               | Nontron        |
| La Rochebeaucourt-et-Argentine | 331                      | 17,31      | 19               | 24353      | 24340               | Nontron        |
| Lisle                          | 873                      | 17,97      | 49               | 24243      | 24350               | Périgueux      |
| Mareuil en Périgord            | 2.316                    | 150,48     | 15               | 24253      | 24340               | Nontron        |
| Montagrier                     | 507                      | 14,04      | 36               | 24286      | 24310               | Périgueux      |
| Paussac-et-Saint-Vivien        | 455                      | 22,17      | 21               | 24319      | 24310               | Périgueux      |
| Quinsac                        | 384                      | 17,37      | 22               | 24346      | 24530               | Nontron        |
| Rudeau-Ladosse                 | 154                      | 13,74      | 11               | 24221      | 24340               | Nontron        |
| Sainte-Croix-de-Mareuil        | 144                      | 11,93      | 12               | 24394      | 24340               | Nontron        |
| Saint-Félix-de-Bourdeilles     | 70                       | 6,06       | 12               | 24403      | 24340               | Nontron        |
| Saint-Just                     | 145                      | 11,20      | 13               | 24434      | 24320               | Périgueux      |
| Saint-Pancrace                 | 150                      | 6,69       | 22               | 24474      | 24530               | Nontron        |
| Saint-Victor                   | 212                      | 5,12       | 41               | 24508      | 24350               | Périgueux      |
| Segonzac                       | 204                      | 3,88       | 53               | 24529      | 24600               | Périgueux      |
| Tocane-Saint-Apre              | 1.757                    | 32,35      | 54               | 24553      | 24350               | Périgueux      |
| Villars                        | 464                      | 27,67      | 17               | 24582      | 24530               | Nontron        |
| Kanton Brantôme en Périgord    | 16.677                   | 663,61     | 25               | 2403       | –                   | –              |

Bis zur landesweiten Neuordnung der französischen Kantone im März 2015 gehörten zum Kanton Brantôme en Périgord die elf Gemeinden Agonac, Biras, Bourdeilles, Brantôme, Bussac, Eyvirat, Lisle, Saint-Front-d’Alemps, Saint-Julien-de-Bourdeilles, Sencenac-Puy-de-Fourches und Valeuil. Sein Zuschnitt entsprach einer Fläche von 220,17 km2. Er besaß vor 2015 einen anderen INSEE-Code als heute, nämlich 2404.

## Veränderungen im Gemeindebestand seit der landesweiten Neuordnung der Kantone
2019: Fusion Brantôme en Périgord, Cantillac, Eyvirat, La Gonterie-Boulouneix, Saint-Crépin-de-Richemont, Saint-Julien-de-Bourdeilles, Sencenac-Puy-de-Fourches und Valeuil → Brantôme en Périgord
2017: Fusion Beaussac, Champeaux-et-la-Chapelle-Pommier, Léguillac-de-Cercles, Les Graulges, Mareuil, Monsec, Puyrenier, Saint-Sulpice-de-Mareuil und Vieux-Mareuil → Mareuil en Périgord
2016: Fusion Brantôme und Saint-Julien-de-Bourdeilles → Brantôme en Périgord